# 6820 Буйл
6820 Буйл (6820 Buil) — астероїд головного поясу, відкритий 13 грудня 1985 року.
Тіссеранів параметр щодо Юпітера — 3,298.